# Jaws (videogioco 1989)
Jaws è un videogioco sparatutto tratto dal film Lo squalo, pubblicato nel 1989 per gli home computer Amiga, Amstrad CPC, Atari ST, Commodore 64, MSX e ZX Spectrum dalla Screen 7 (ex Martech).
Lo stesso anno uscì un altro Jaws per Apple II, Commodore 64 e DOS, edito dalla Box Office Software, ma non ha alcun legame con questo.

## Trama
Una squadra capitanata da Martin Brody, capo della polizia dell'isola turistica di Amity, deve dare la caccia a un enorme squalo bianco che sta mettendo in pericolo i bagnanti. Per inseguirlo Brody utilizza il peschereccio Orca, dal quale può inviare dei palombari nell'oceano con una batisfera. In una prima fase i palombari devono avventurarsi nelle grotte sottomarine per recuperare le parti dell'attrezzatura necessaria a uccidere lo squalo, dopodiché devono cercarlo per affrontarlo nello scontro finale.
A parte le animazioni delle uscite con il peschereccio, l'azione di gioco ha poco a che vedere con il film.

## Modalità di gioco
Il giocatore controlla la batisfera che può muoversi e sparare in tutte le direzioni. L'azione è bidimensionale, con visuale di profilo, e si svolge in un labirinto di molte schermate collegate in orizzontale o verticale, dai fondali marini fino alle profondità delle grotte sottomarine. Le grotte hanno pareti piane, formate da piattaforme orizzontali e muri verticali.
Si incontrano vari tipi di creature marine ostili, alcune anche in grado di sparare, mine e altri pericoli, nonché lo squalo stesso, inizialmente invulnerabile, che passa occasionalmente vicino alla superficie. La batisfera può sopportare alcuni colpi prima di distruggersi e perdere una vita, e ha una scorta di ossigeno limitata.
Alcuni nemici uccisi rilasciano bonus, power-up, vite extra, ricariche di ossigeno e armi speciali, ma esistono anche dei malus.
Dopo aver trovato e raccolto tutti i pezzi dell'arma apposita bisogna uccidere lo squalo per completare il gioco. Si ha un solo tentativo con tempo limitato e bisogna colpirlo tre volte, con quattro proiettili speciali a disposizione.
C'è anche un limite complessivo dato dall'indicatore dei bagnanti divorati dallo squalo; se aumentano troppo, le autorità chiudono l'isola. Una semplice componente strategica permette di scegliere quali spiagge tenere aperte o chiuse; più spiagge aperte aumentano il rischio di perdita di bagnanti, ma più spiagge chiuse possono scontentare il sindaco fino a farlo arrivare a licenziare Brody. In entrambi i casi se non si trova un giusto equilibrio si perde la partita. La sezione strategica non è presente in tutte le piattaforme, ma solo su Amiga, Atari ST e modelli di Spectrum con 128K di memoria.